# Bubenhausen (Weißenhorn)

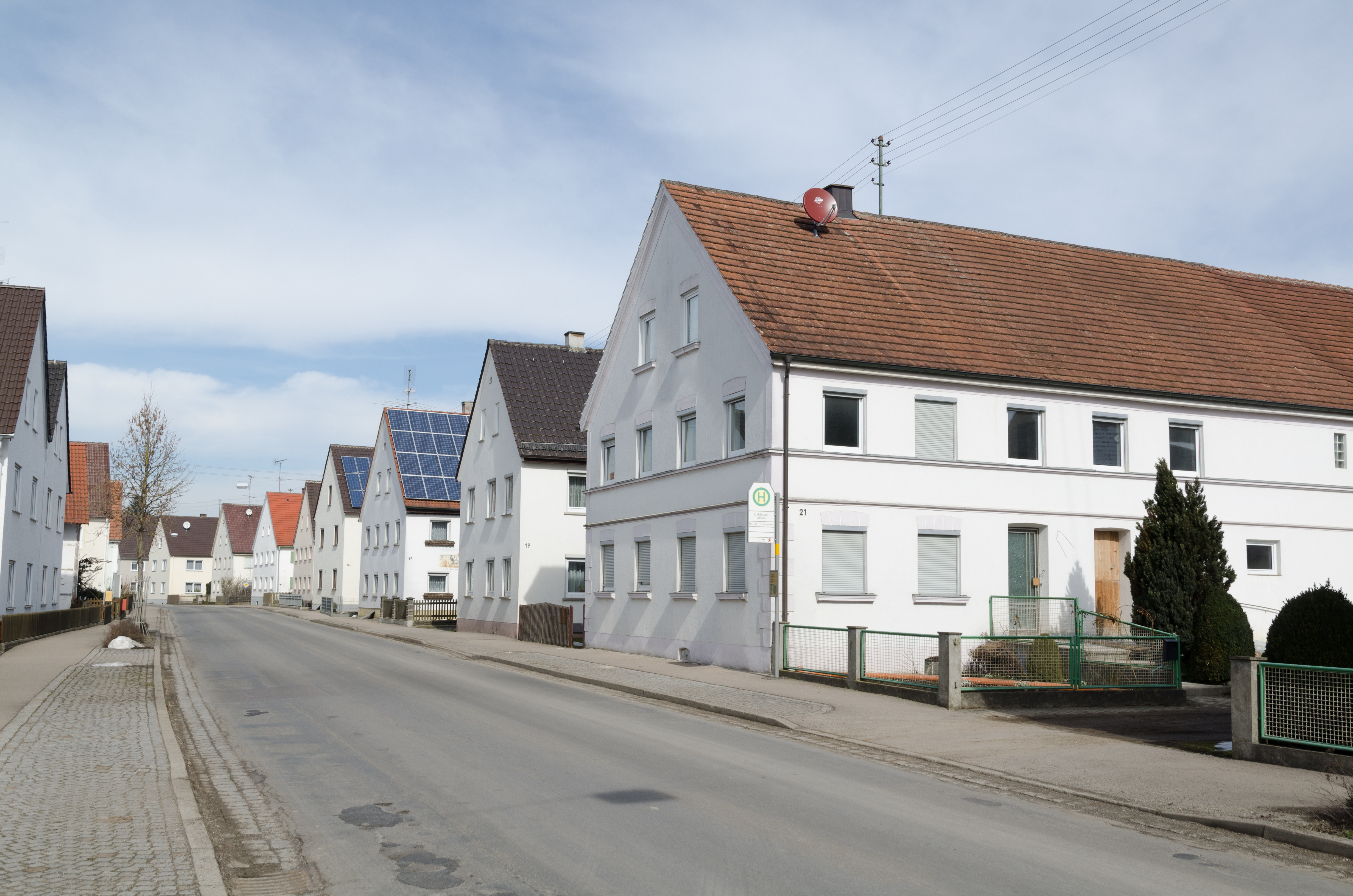
Ortsansicht von Bubenhausen

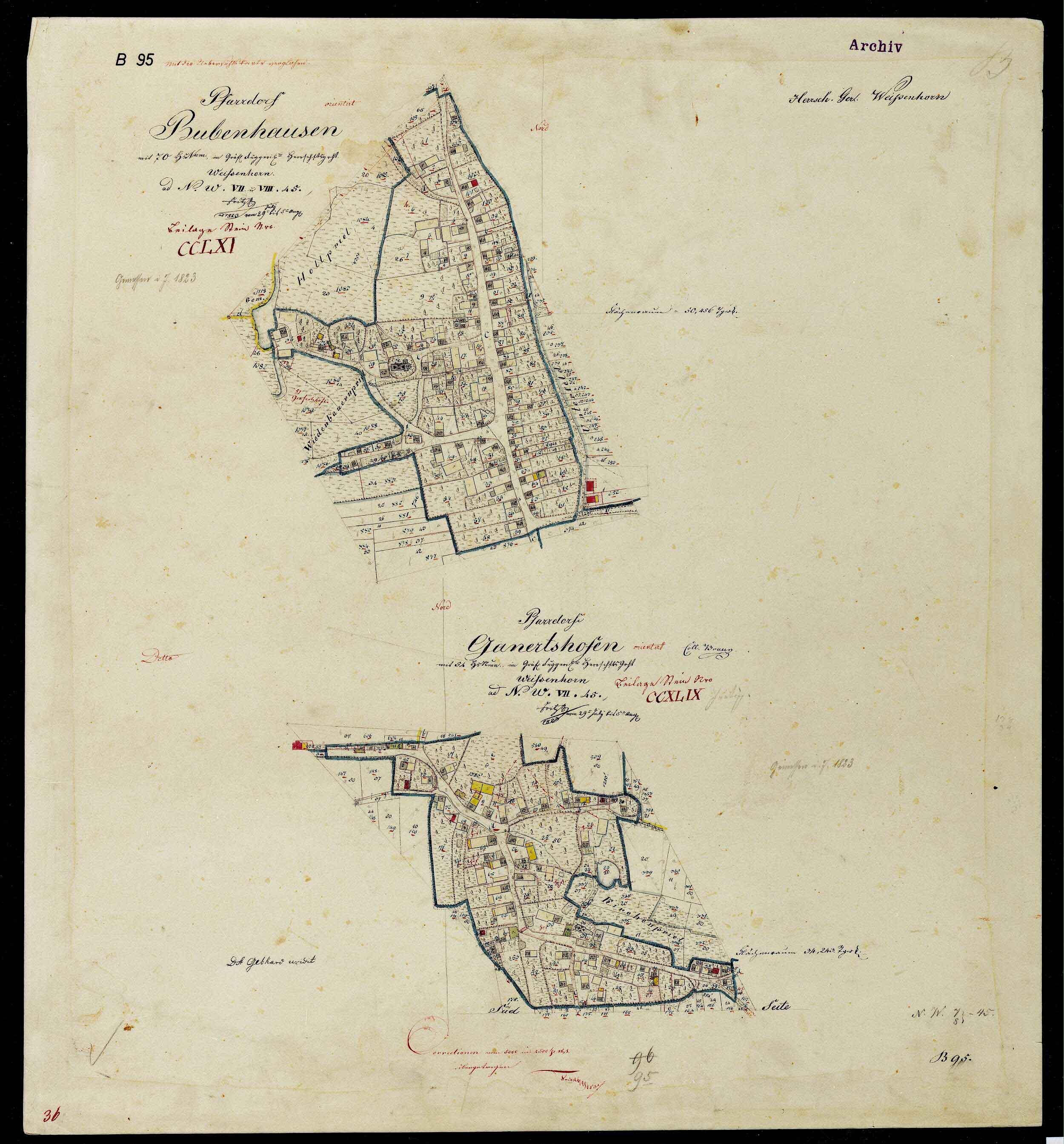
Bayerische Uraufnahme Ortsblatt von 1823

Bubenhausen ist ein Gemeindeteil der Stadt Weißenhorn im schwäbischen Landkreis Neu-Ulm (Bayern) mit 731 Einwohnern.

## Geographie
Das Kirchdorf liegt circa vier Kilometer südlich von Weißenhorn an der Staatsstraße 2020 in Bayern.

## Geschichte
Die erste Erwähnung von Bubenhausen stammt aus einer Urkunde aus dem Jahr 1160. Im Jahr 1304 war der Ort im Besitz der Herren von Marstetten. Albrecht von Marstetten, genannt von Neuffen, verkaufte die Besitzungen in Bubenhausen an Heinrich von Halle (Amann), Ulrich von Roth und Heinrich Besserer aus Ulm. Im Jahr 1357 wurden Höfe aus Bubenhausen an Eitel von Ellerbach verpfändet.
1507 kaufte Jakob Fugger von Kaiser Heinrich I. die Herrschaft Weißenhorn.
Die habsburgischen Rechte gingen 1805 beim Frieden von Preßburg an das Königreich Bayern über.
Am 1. Oktober 1970 verlor Bubenhausen seine Selbständigkeit und wurde in die Stadt Weißenhorn eingegliedert.

## Bevölkerungsentwicklung
Es handelt sich um Einwohnerzahlen nach dem jeweiligen Gebietsstand bis 1970 und ohne die heute zugehörigen Ortsteile. Die Bevölkerungszahl im Ort von 1987 wurde als Gemeindeteil der Stadt Weißenhorn angegeben. Die Zahlen sind Volkszählungsergebnisse mit Archivierungen des Bavarikon Internetportals des Freistaats Bayern.
| Jahr      | 1871 | 1925 | 1950 | 1970 | 1987 |
| Einwohner | 352  | 418  | 543  | 416  | 599  |

## Kultur und Sehenswürdigkeiten
- Die katholische Pfarrkirche St. Michael ist ein spätgotischer Bau und wurde Anfang des 15. Jahrhunderts erbaut. Ende des 17. Jahrhunderts wurde die Kirche barockisiert und weitere Veränderungen folgten ab 1754 in der Ausstattung der Kirche. Die Malerarbeiten im Innern des Gebäudes wurden durch den Künstler Franz Martin Kuen aus Weißenhorn durchgeführt. Im Jahr 1880, 1913 sowie 1953 wurden Renovierungsarbeiten durchgeführt.
- Gefallenendenkmal an der katholischen Pfarrkirche aus dem Ersten und Zweiten Weltkrieg.
- Das Gasthaus Adler ist ein zweigeschossiger Satteldachbau mit geschossweise vorkragendem Giebel in verputztem Fachwerk aus dem 18. Jahrhundert.
- Die katholische Votivkapelle Mariä Linden wurde als Dank für die Verschonung von Kriegszerstörungen des Dorfes Bubenhausen im Zweiten Weltkrieg erbaut und am 12. September 1948 eingeweiht.[5][6]
- Bauernhaus mit zweigeschossigem Satteldachbau mit Ecklisenen, im Jahr 1785 erbaut.

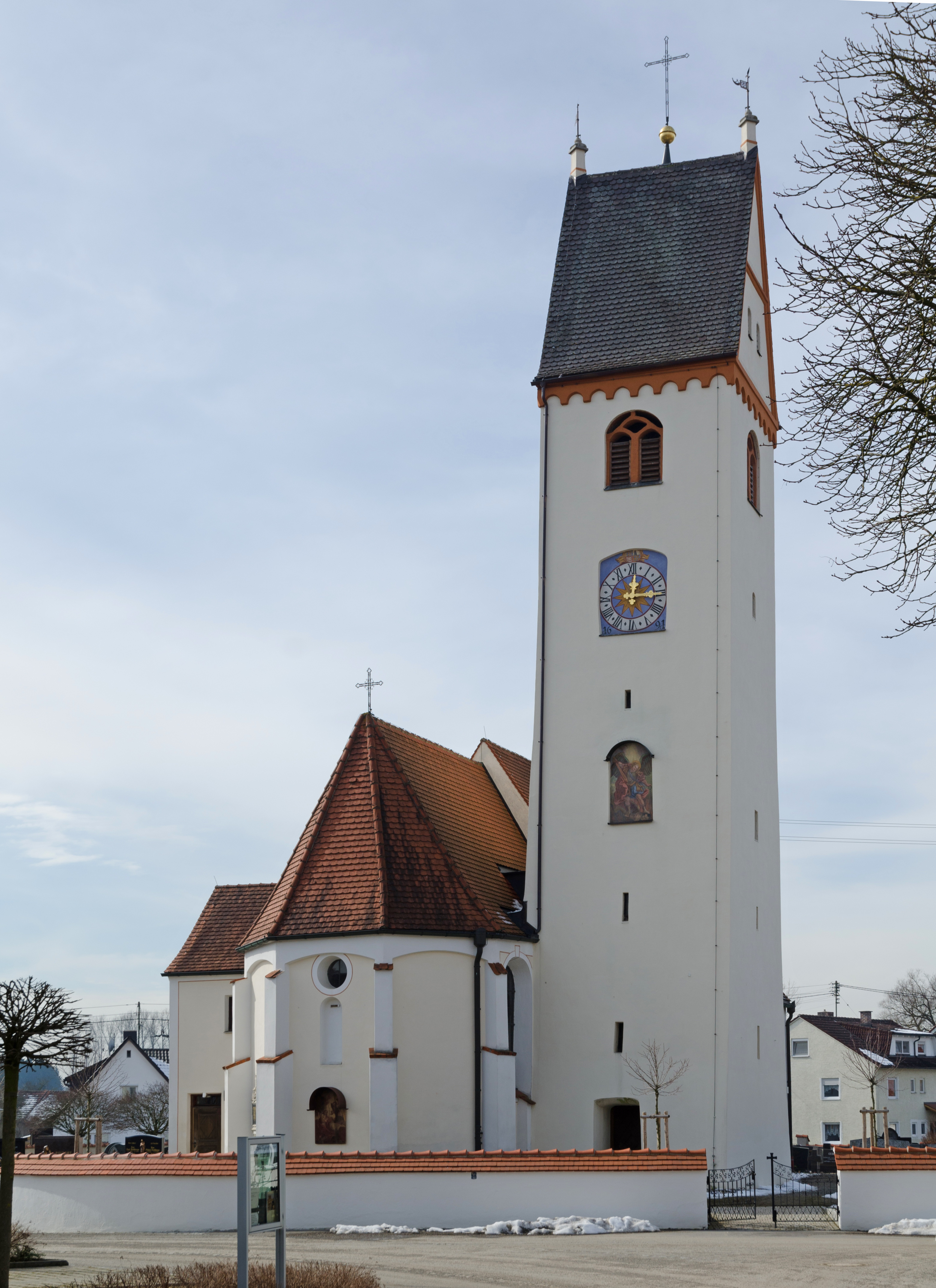
Katholische Pfarrkirche St. Michael
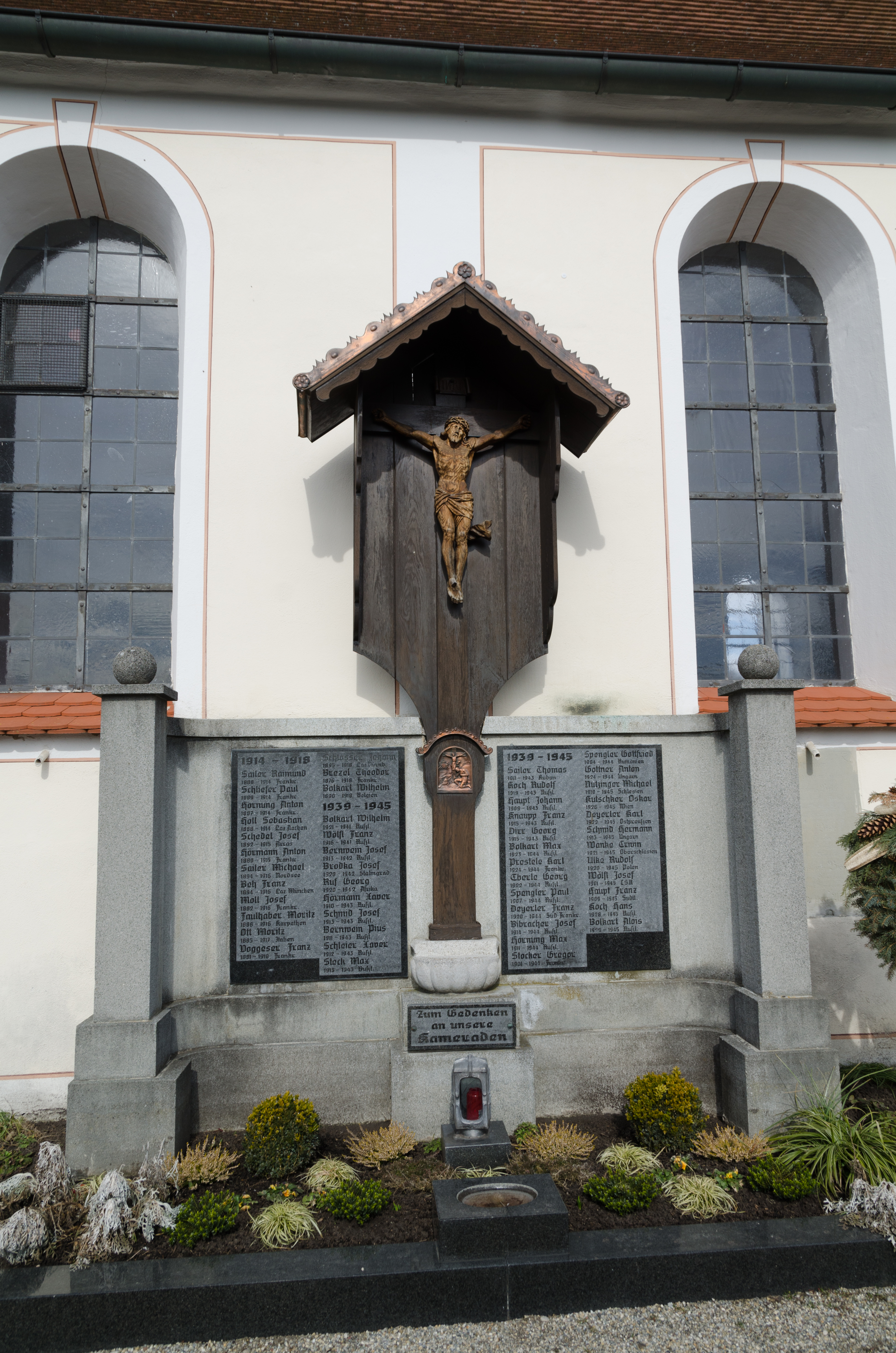
Gefallenendenkmal an der Pfarrkirche
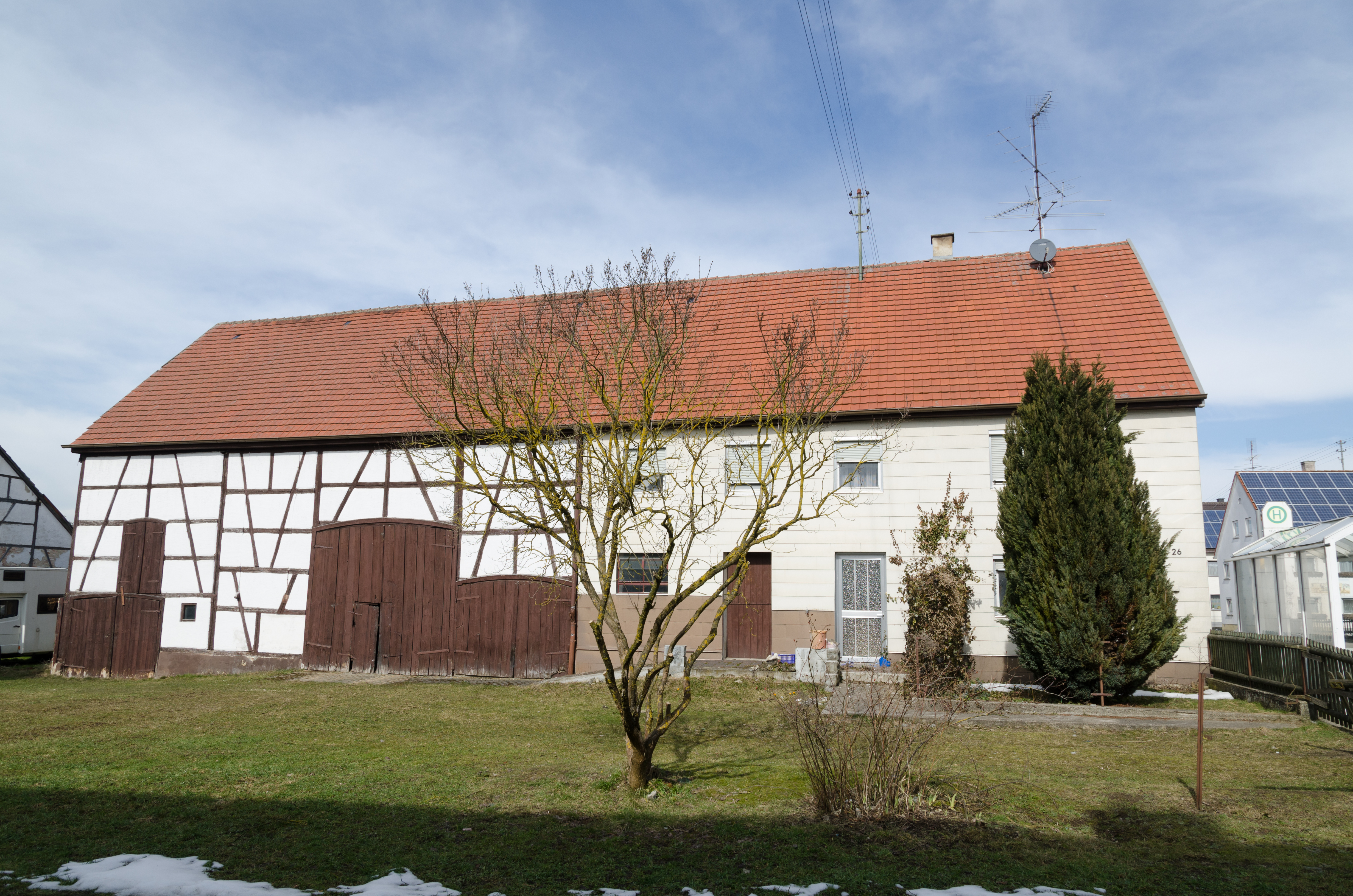
Bauernhaus mit Stall
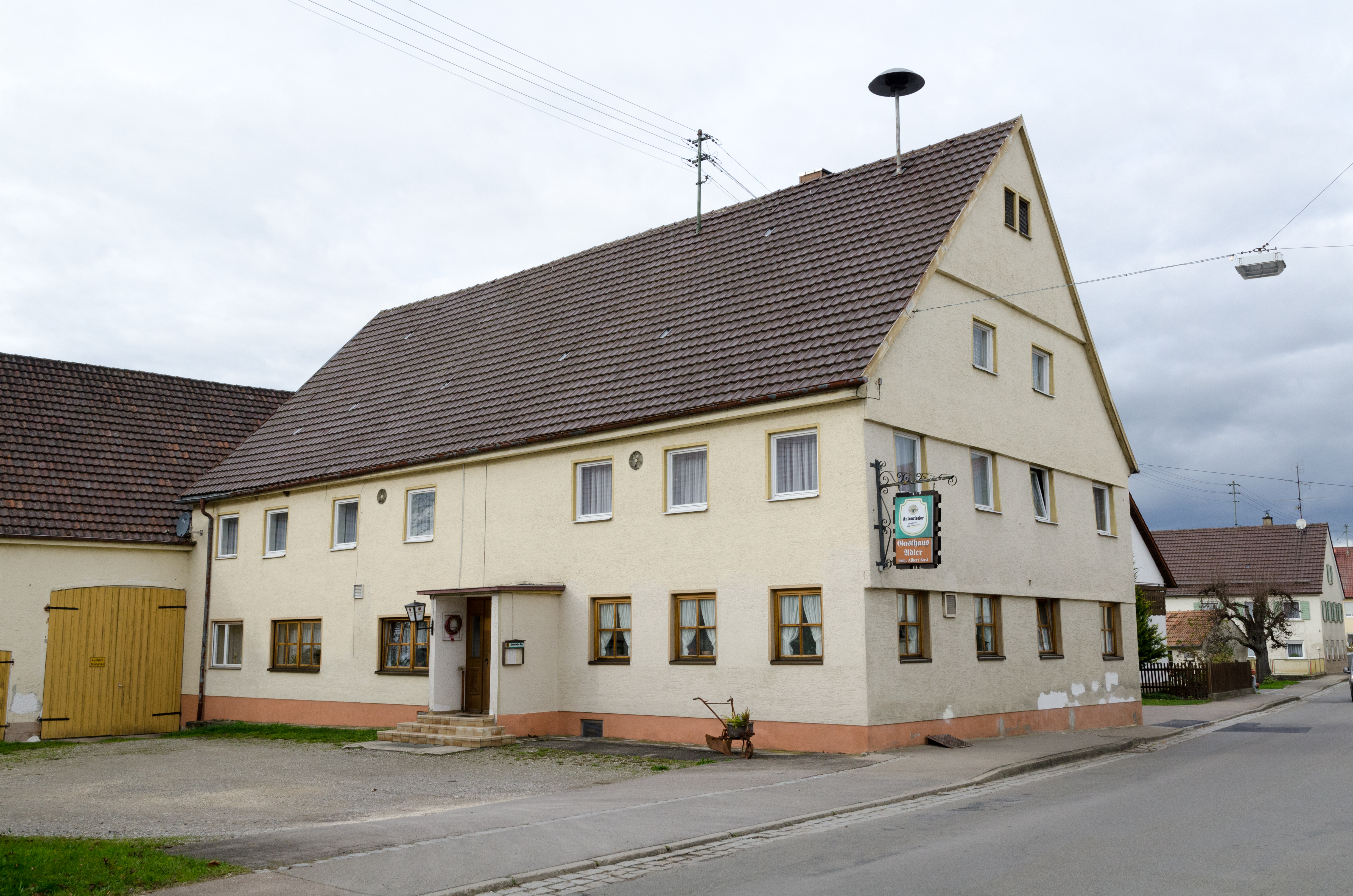
Gasthaus Adler
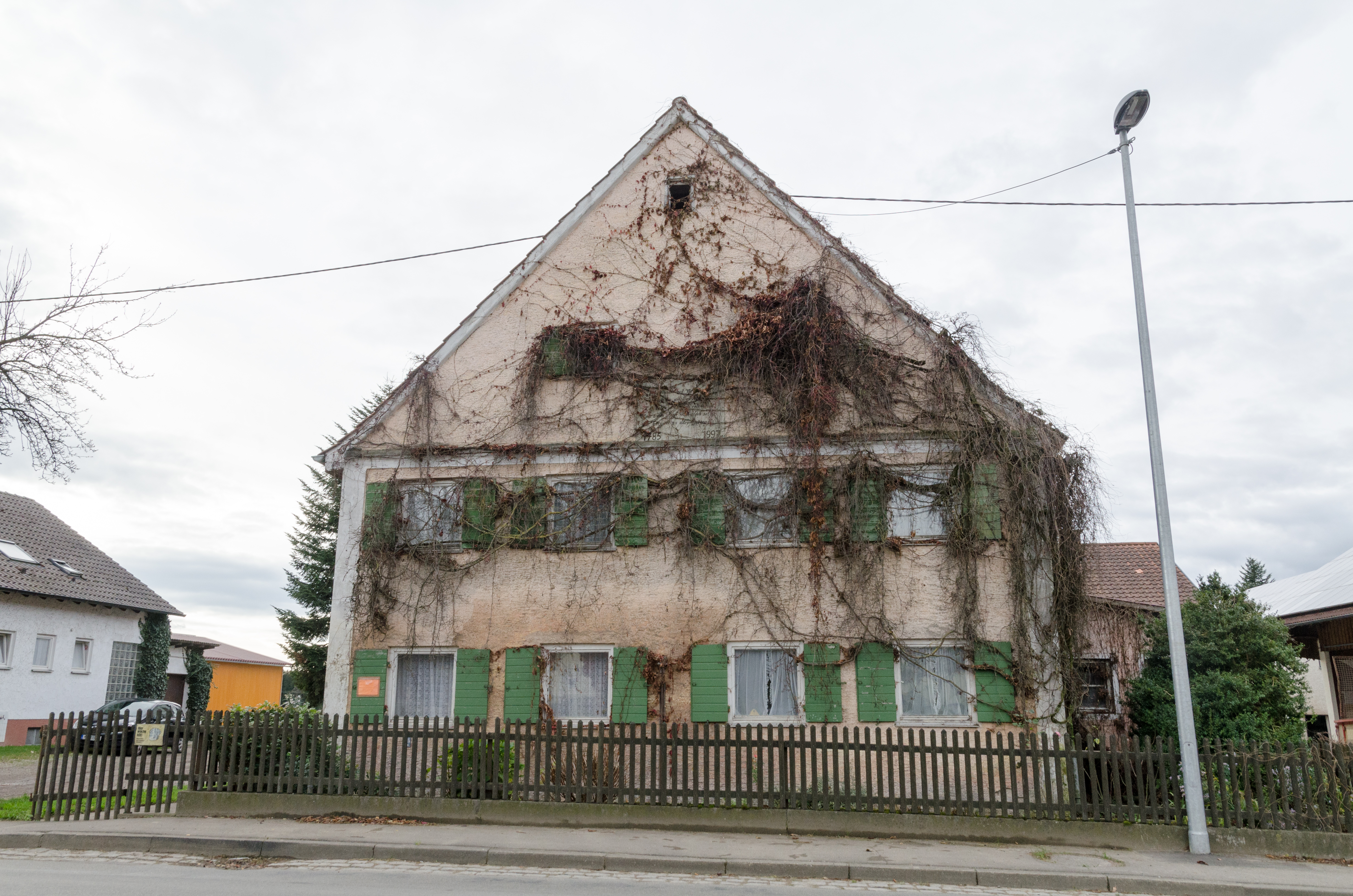
Bauernhaus von 1785

Siehe: Liste der Baudenkmäler in Bubenhausen

## Bildung
- Der Kindergarten „Burgstrolche“ in Bubenhausen wurde 1972 im damaligen Schulhaus eingerichtet und betreut bis zu 25 Kinder ab 3 Jahren bis zum Schuleintritt. In den Jahren 2017 und 2019 wurden Renovierungsarbeiten durchgeführt.

## Sport- und Kulturvereine
- Freiwillige Feuerwehr Bubenhausen
- Musikverein Bubenhausen
- Schützenverein "Hubertus" Bubenhausen e.V.
- Veteranenverein Bubenhausen